# おれは直角
『おれは直角』（おれはちょっかく）は、『週刊少年サンデー』（小学館）で1973年45号から1976年17号まで連載されていた小山ゆうによる日本の漫画作品。また、それを原作としたテレビアニメ。
幕末時代の長州藩が舞台。天下の名門・萩明倫館の学生・石垣 直角（いしがき ちょっかく）と、直角の家族・仲間が繰り広げる痛快時代劇コメディ。小山のデビュー作品である。

## 登場人物
※ 声はアニメ版の声優。
石垣直角
声 - 坂本千夏　
この物語の主人公。武士としては藩内でも最下級の家柄だが、通っていた塾の講師の強い推挙を受け、明倫館に通うこととなる。小柄な体格ではあるが、それを補って余りある敏捷さの持ち主。さらに剣の軌道を直角に曲げて打つ直角切りを得意としており、武芸においては右に出るものがいない実力を誇る。
幼少の頃に父から「武士道とは曲がることなく直角であるべし」と言う教えを受けており、その影響で前述の直角切りをはじめ、あらゆる物事について直角に動く癖を持つ。
「石垣直角」という名前は、小山ゆうがスタジオシップから独立する際に小池一夫が餞別として小池の「御用牙」の登場人物を小山に譲ったものだという。「御用牙」の石垣直角は大人の武士で文字通りの四角四面の人物像であり、本作とは大きく異なる。
貴杉じゅん
声 - 折笠愛　
藩内でも高い身分の生まれである少女。当初は直角（と言うよりも明倫館剣道部）を見下していたが、直角と対決して敗れた事からその実力を認め、以後は明倫館剣道部に対するよき協力者となった。
照正は「おれの許婚」と言っており、そんな彼女が直角に好意的に接していることに対する嫉妬心が、初期の照正が直角を敵視する一因にもなっている。
石垣子太夫
声 - 青野武　
直角の父。直角が何かとトラブルを起こすことから心労が絶えず、何かにつけて切腹しようとすることがある。
石垣香苗
声 - 滝沢久美子　
直角の母。事なかれ主義の傾向がある子太夫とは対照的に、直角に対しては好意的。
綾乃
声 - 大谷育江　
名前はアニメ版より。直角の友人である町人の一人で、名前は設定されていなかったがアニメ版で設定された。
アニメ版では直角の幼馴染の少女という設定で登場。直角と近所の家に住んでいる。
郷慎太郎
声 - 子安武人
直角の一年先輩。当初は月形の配下で不良じみていたが、二度にわたって直角に敗れたことから友情を結び、以後はよき理解者となっている。
月形
声 - 二又一成　
直角の二年先輩で、直角の入学当初に明倫館を牛耳っていた不良グループのリーダー。傍若無人かつ高いプライドの持ち主で、一度直角に敗れた後に直角切りを破るための鍛錬をするなど努力家でもある。二度目の敗北を喫した後に行われた大門学園での武芸大会における直角の活躍を見てからはその実力を認め、萩明倫館剣道部の設立に一役買うこととなる。
北条照正
声 - 田中真弓
先祖代々城代家老を務めていた北条の孫。祖父に溺愛されて育ったことから、性格は非常にわがまま。長崎で蘭学を学んだ影響から西洋かぶれでもあり、洋服を着ている。ただし西洋の知識についてはかなり怪しいところがある。
当初は自分よりも人気のある直角を嫌悪しており、何かと嫌がらせをしていたが、あくまで「友達」として接する直角の態度に打たれて心を開く。
細刈
声 - 緒方賢一　
直角のクラスの担任。
立花薫
声 - 大平透
現代の城代家老。本来は高い家柄の出身ではないが、幼馴染でもある北条に推されたことで家老職を務めている。普段は真面目な態度を取っているが、実は相当の笑い上戸。
直角以外では唯一、直角が得意とする顔芸（腕を後で交差した状態で目と口を広げる）が出来る。
北条
声 - 永井一郎　
先々代の城代家老。息子の照定が照正に対してスパルタ教育といえる態度で接していたことから、その反動で照正を溺愛して育ててきた。
直角に対しては自分にとっての立花のような、照正の片腕的存在になることを期待している。
ニコチン
声 - 松本梨香
直角の友人である町人の一人。アニメ版での名はニコピンとなっている。

## 単行本
全て小学館からの発行。
- 少年サンデーコミックス、全14巻（1974 - 1976年）
- スーパー・ビジュアル・コミックス、全5巻（1990年）
- 小学館文庫、全8巻（1996 - 1997年）
- 『おれは直角〈新装版〉』ビッグコミックススペシャル、全6巻
  1. 2013年09月、ISBN 978-4-09-185496-4
  2. 2013年10月、ISBN 978-4-09-185497-1
  3. 2013年11月、ISBN 978-4-09-185498-8
  4. 2013年12月、ISBN 978-4-09-185499-5
  5. 2014年01月、ISBN 978-4-09-185500-8
  6. 2014年02月、ISBN 978-4-09-185506-0

## アニメ版
1991年1月5日から同年10月12日まで、フジテレビ系で放送された。放送枠は、毎週土曜日18：30 - 19：00。アニメーション制作は、同枠の前番組『平成天才バカボン』と同じく、スタジオぴえろが担当した。全36話。ナレーションは西村知道。

### スタッフ
- 製作：布川ゆうじ
- 企画：嶋村一夫
- プロデューサー：清水賢治・立川善久、木村京太郎、萩野賢・阪口和久
- シリーズ構成：小山高生
- キャラクターデザイン：岸義之
- 美術監督：石津節子
- 撮影監督：高橋宏固
- 音楽：本間勇輔
- 音響監督：水本完
- 監督：案納正美
- 美術設定：西芳邦
- 色指定：石田幸恵、村上和子、他
- 編集：厨川治彦、植松淳一
- 制作：フジテレビ、読売広告社、スタジオぴえろ

### 主題歌
- OP：「学問のスズメ」
- ED：「嫌いにならずにはいられない」
  - 2曲ともに、作詞：森雪之丞／作曲：本間勇輔／編曲：村松邦男／歌：ビジーフォー・スペシャル。これらの曲を収録したCDは、ポニーキャニオンから発売された。

### 放送リスト
| 話 | 放送日        | サブタイトル              | 脚本       | コンテ                | 演出         | 作画監督      |
| -- | ------------- | ------------------------- | ---------- | --------------------- | ------------ | ------------- |
| 1  | 1991年 1月5日 | 石垣直角、ただ今参上！    | 小山高生   | 案納正美              | 小柴純弥     | 川端宏        |
| 2  | 1月12日       | 見えた!直角斬りの弱点!?   | 星山博之   | 高橋資祐              | 水野和則     | 高橋資祐      |
| 3  | 1月19日       | たえろ直角!父との約束     | 富田祐弘   | 横山広行              | 横山広行     | 増谷三郎      |
| 4  | 1月26日       | 爆発!怒りの直角斬り!!     | 菅良幸     | 榎本明広              | 小柴純弥     | アベ正己      |
| 5  | 2月2日        | 謎の転校生あらわる！      | 遠藤明範   | 望月智充              | 水野和則     | 川端宏        |
| 6  | 2月9日        | 郷無残!指月ヶ原の決闘     | 小山高生   | 安芸のりお            | 小柴純弥     | 増谷三郎      |
| 7  | 2月16日       | あかされた瞳くんの秘密    | 西紀寺史雄 | 高橋資祐              | 西浦哲       | 高橋資祐      |
| 8  | 2月23日       | しくまれた武芸大会        | 星山博之   | 阿部紀之              | 阿部紀之     | アベ正己      |
| 9  | 3月2日        | 大進撃!直角斬り!!         | 富田祐弘   | 横山広行              | 横山広行     | 増谷三郎      |
| 10 | 3月9日        | 結成!萩明倫館剣道部       | 西紀寺史雄 | 小柴純弥              | 小柴純弥     | 川端宏        |
| 11 | 3月16日       | 長崎がえりの照正くん!!    | 菅良幸     | 水野和則              | 水野和則     | 増谷三郎      |
| 12 | 3月23日       | 直角苦戦!馬上の敵!!       | 小山高生   | 安芸のりお            | 伊東政雄     | 増谷三郎      |
| 13 | 3月30日       | 直角あやうし!照正との決闘 | 富田祐弘   | 横山広行              | 横山広行     | 川端宏 岸義之 |
| 14 | 4月6日        | 父上仰天!じゃん様が家に?  | 星山博之   | 榎本明広              | うえだしげる | 榎本明広      |
| 15 | 4月13日       | 照正びっくり!学校で大特訓 | 菅良幸     | 高橋資祐              | 水野和則     | 高橋資祐      |
| 16 | 4月20日       | 父には言えない直角の悩み  | 小山高生   | 安芸のりお            | 伊東政雄     | 増谷三郎      |
| 17 | 5月4日        | 負けるな直角!すもう大会   | 西紀寺史雄 | 小紫純弥              | 小紫純弥     | 川端宏        |
| 18 | 5月11日       | 照正迷惑!友情の押し売り   | 富田祐弘   | 横山広行              | 横山広行     | 増谷三郎      |
| 19 | 5月18日       | 照正ショック!母のぬくもり | 西紀寺史雄 | 貞光紳也              | うえだしげる | 榎本明広      |
| 20 | 6月1日        | えーっ!?照正くんのご学友? | 菅良幸     | 安芸のりお            | 小紫純弥     | 川端宏        |
| 21 | 6月8日        | 大さわぎ!夜の北条家       | 菅良幸     | 水野和則              | 水野和則     | 増谷三郎      |
| 22 | 6月15日       | 友情を知った照正くん      | 菅良幸     | 貞光紳也              | 伊東政雄     | 大西雅也      |
| 23 | 6月22日       | これが西洋のお正月?       | 立川元教   | 高橋資祐              | 水野和則     | 高橋資祐      |
| 24 | 6月29日       | 細刈先生の大ピンチ!       | 小山高生   | 榎本明広              | うえだしげる | 榎本明広      |
| 25 | 7月6日        | 直角フラフラ、試験勉強!!  | 立川元教   | 横山広行              | 横山広行     | 増谷三郎      |
| 26 | 7月13日       | 落弟、謹慎、そして退学?   | 西紀寺史雄 | 小柴純弥              | 小柴純弥     | 大西雅也      |
| 27 | 8月3日        | 父激怒!武士道精神とは?!   | 富田祐弘   | 水野和則              | 水野和則     | 川端宏        |
| 28 | 8月10日       | 照正が知った祖父の本心!!  | 小山高生   | 榎本明広              | うえだしげる | 榎本明広      |
| 29 | 8月17日       | えーっ?!照正くんが城代に? | 西紀寺史雄 | 高橋資祐              | 岡尾貴洋     | 高橋資祐      |
| 30 | 8月24日       | 直角登城!照正くんを救え!! | 立川元教   | 横山広行              | 横山広行     | 増谷三郎      |
| 31 | 9月7日        | 城下騒然!照正くん大暴れ!! | 菅良幸     | 高橋資祐              | 水野和則     | 大西雅也      |
| 32 | 9月14日       | 照正、涙の幼年時代        | 星山博之   | 小柴純弥              | 小柴純弥     | 川端宏        |
| 33 | 9月21日       | なぜだ!?直角がお仕置きに? | 富田祐弘   | 榎本明広              | うえだしげる | 榎本明広      |
| 34 | 9月28日       | ふみだせ!名城代への第一歩 | 小山高生   | 横山広行              | 横山広行     | 増谷三郎      |
| 35 | 10月5日       | 照正くんのまんじゅう騒動  | 西紀寺史雄 | 水野和則              | 水野和則     | 川端宏        |
| 36 | 10月12日      | 直角おてがら!山賊たいじ!! | 小山高生   | 小紫純弥 うえだしげる | うえだしげる | 榎本明広      |

### 放送局
放送系列は放送当時、放送日時は個別に出典が掲示されてあるものを除き、1991年6月中旬 - 7月上旬時点のものとする。
| 放送地域       | 放送局             | 放送日時           | 放送系列                                     | 備考                                                              |
| -------------- | ------------------ | ------------------ | -------------------------------------------- | ----------------------------------------------------------------- |
| 関東広域圏     | フジテレビ         | 土曜 18:30 - 19:00 | フジテレビ系列                               | 制作局                                                            |
| 北海道         | 北海道文化放送     | 土曜 18:30 - 19:00 | フジテレビ系列                               |                                                                   |
| 岩手県         | 岩手めんこいテレビ | 土曜 18:30 - 19:00 | フジテレビ系列                               | 1991年4月開局のため、14話から放送。                               |
| 宮城県         | 仙台放送           | 土曜 18:30 - 19:00 | フジテレビ系列                               |                                                                   |
| 新潟県         | 新潟総合テレビ     | 土曜 18:30 - 19:00 | フジテレビ系列                               | 現・NST新潟総合テレビ。                                           |
| 長野県         | 長野放送           | 土曜 18:30 - 19:00 | フジテレビ系列                               |                                                                   |
| 静岡県         | テレビ静岡         | 土曜 18:30 - 19:00 | フジテレビ系列                               |                                                                   |
| 福井県         | 福井テレビ         | 土曜 18:30 - 19:00 | フジテレビ系列                               |                                                                   |
| 中京広域圏     | 東海テレビ         | 土曜 18:30 - 19:00 | フジテレビ系列                               |                                                                   |
| 近畿広域圏     | 関西テレビ         | 土曜 18:30 - 19:00 | フジテレビ系列                               |                                                                   |
| 岡山県・香川県 | 岡山放送           | 土曜 18:30 - 19:00 | フジテレビ系列                               |                                                                   |
| 広島県         | テレビ新広島       | 土曜 18:30 - 19:00 | フジテレビ系列                               |                                                                   |
| 福岡県         | テレビ西日本       | 土曜 18:30 - 19:00 | フジテレビ系列                               |                                                                   |
| 長崎県         | テレビ長崎         | 土曜 18:30 - 19:00 | フジテレビ系列                               |                                                                   |
| 沖縄県         | 沖縄テレビ         | 土曜 18:30 - 19:00 | フジテレビ系列                               |                                                                   |
| 青森県         | 青森放送           | 木曜 17:15 - 17:45 | 日本テレビ系列                               | 1991年9月まではテレビ朝日系列とのクロスネット局。途中で打ち切り。 |
| 秋田県         | 秋田テレビ         | 金曜 17:30 - 18:00 | フジテレビ系列                               |                                                                   |
| 山形県         | 山形テレビ         | 金曜 16:30 - 17:00 | フジテレビ系列                               |                                                                   |
| 福島県         | 福島テレビ         | 土曜 17:00 - 17:30 | フジテレビ系列                               |                                                                   |
| 山梨県         | 山梨放送           | 月曜 16:30 - 17:00 | 日本テレビ系列                               |                                                                   |
| 富山県         | 富山テレビ         | 土曜 17:30 - 18:00 | フジテレビ系列                               |                                                                   |
| 石川県         | 石川テレビ         | 土曜 16:30 - 17:00 | フジテレビ系列                               |                                                                   |
| 山口県         | テレビ山口         | 火曜 17:00 - 17:30 | TBS系列                                      | 原作の舞台。                                                      |
| 愛媛県         | 愛媛放送           | 火曜 17:25 - 17:55 | フジテレビ系列                               | 現・テレビ愛媛。                                                  |
| 熊本県         | テレビ熊本         | 木曜 16:30 - 17:00 | フジテレビ系列                               |                                                                   |
| 大分県         | テレビ大分         | 月曜 16:00 - 16:30 | 日本テレビ系列 フジテレビ系列 テレビ朝日系列 |                                                                   |
| 宮崎県         | テレビ宮崎         | 水曜 16:30 - 17:00 | 日本テレビ系列 フジテレビ系列 テレビ朝日系列 |                                                                   |
| 鹿児島県       | 鹿児島テレビ       | 火曜 16:30 - 17:00 | 日本テレビ系列 フジテレビ系列                |                                                                   |

### 映像ソフト化
2005年4月、全36話を収録したDVD9枚組のDVD-BOXが、アイ・シー・エフより発売された。本作の映像商品化は、これが初めてである。